# Xiphidiopsis altiterga
Xiphidiopsis altiterga är en insektsart som beskrevs av Sänger och Brigitte Helfert 1998. Xiphidiopsis altiterga ingår i släktet Xiphidiopsis och familjen vårtbitare. Inga underarter finns listade i Catalogue of Life.